# Biomechanik (Meyerhold)
Biomechanik nennt sich eine Methode des Schauspielunterrichts und der Bühnendarstellung, die in den 1920er Jahren von dem Regisseur Wsewolod Meyerhold entwickelt wurde.
An dem praktischen Problem, wie ein Schauspieler spontan in eine geforderte Emotion hineinfinden könne, hatte schon Meyerholds Lehrer Konstantin Stanislawski gearbeitet. Nachdem der Ansatz gescheitert war, ausschließlich vom inneren Erleben auszugehen, arbeitete Stanislawki mit Körperhaltungen und anderen „äußerlichen“ Anregungen, um die Emotionen der Darsteller in Gang zu bringen.
Diesen Ansatz nahm Meyerhold auf und ging noch wesentlich stärker als sein Lehrer von genau definierten Bewegungsstrukturen und Körperhaltungen aus. Damit knüpfte er wieder an eine Technik an, die vor 1900 als Delsarte-System berühmt war.
Die Biomechanik kehrte die Vorstellung, dass Bewegungen und Haltungen eine „automatische“ Folge des inneren Erlebens seien, für den Schauspieler gewissermaßen um und erklärte, dass dessen Physiologie die seelische Verfassung der gespielten Figur bestimme. 
Im Hintergrund dieser Vorstellungen steht die Technikfaszination in der Zeit des Futurismus und des Stummfilms. Anregungen kamen von der Psychotechnik, die von dem Psychologen Hugo Münsterberg ausging. Kulturpolitische Impulse gingen anfänglich auch von Anatoli Wassiljewitsch Lunatscharski aus. Die Wiederentdeckung populärer Theaterformen wie der Commedia dell’arte, der Einfluss des ostasiatischen Theaters wie des Kabuki oder die Abstraktions- und Depersonalisierungsbestrebungen in den künstlerischen Avantgarden förderten in jener Zeit ein körperbetontes Spiel der Bühnendarsteller, dem Meyerhold mit der Biomechanik eine methodische Grundlage geben wollte.
Nach Meyerholds System baut das Schauspieltraining ähnlich wie der Musikunterricht auf „Etüden“ auf, die als Grundelemente der Bewegung wiederum zu einem Zyklus zusammengeführt werden. 
Die Biomechanik hatte Einfluss auf die Theaterästhetik Bertolt Brechts. In neuerer Zeit hat zum Beispiel der Regisseur Thomas Ostermeier Meyerholds Anregungen aufgegriffen. In Deutschland wird die Biomechanik nach Meyerhold an der Athanor Akademie für Darstellende Kunst von dem Schauspieler und Regisseur Philip Kevin Brehse in Passau sowie an der Neuen Schauspielschule Nürnberg gelehrt.